# Moorefield (West Virginia)
Moorefield is een plaats (town) in de Amerikaanse staat West Virginia, en valt bestuurlijk gezien onder Hardy County.

## Demografie
Bij de volkstelling in 2000 werd het aantal inwoners vastgesteld op 2375.
In 2006 is het aantal inwoners door het United States Census Bureau geschat op 2426, een stijging van 51 (2,1%).

## Geografie
Volgens het United States Census Bureau beslaat de plaats een oppervlakte van
4,2 km², geheel bestaande uit land. Moorefield ligt op ongeveer 298 m boven zeeniveau.

## Plaatsen in de nabije omgeving
De onderstaande figuur toont nabijgelegen plaatsen in een straal van 36 km rond Moorefield.